# Bahnhof Burgstädt
Der Bahnhof Burgstädt ist eine Betriebsstelle der Bahnstrecke Neukieritzsch–Chemnitz Hbf in der sächsischen Stadt Burgstädt.

## Lage
Der Bahnhof befindet sich südöstlich des Ortszentrums. Benachbarte Betriebsstellen an der in diesem Abschnitt eingleisigen Strecke sind die Bahnhöfe Cossen und Wittgensdorf ob Bf. Nördlich schließt sich dem Bahnhof das 410 m lange Viadukt Burgstädt an.

## Geschichte

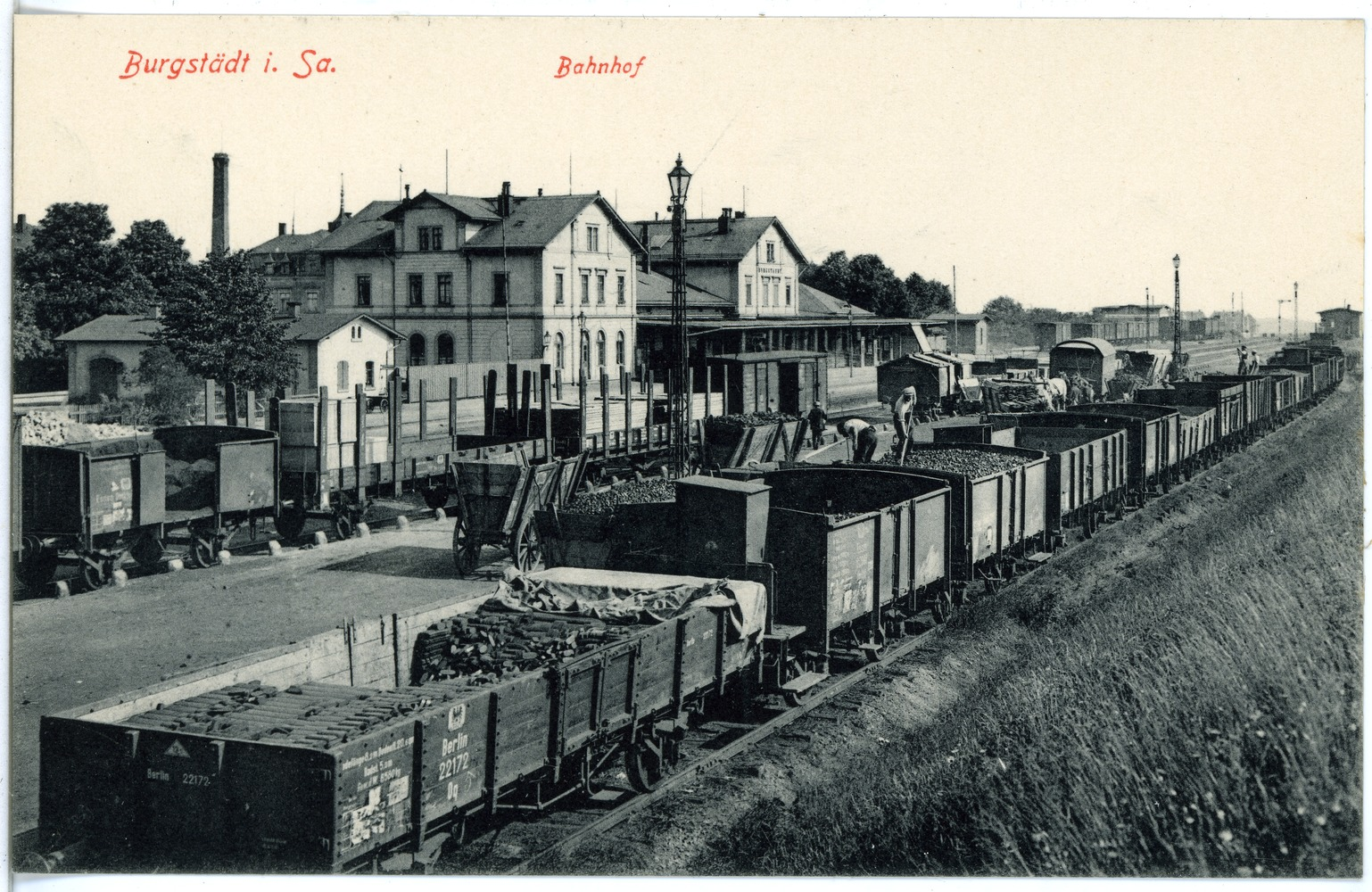
Bahnhofsansicht mit Empfangsgebäude (1915)

Der Bahnhof wurde am 8. April 1872 eröffnet.
Das bereits 1871 errichtete Empfangsgebäude wurde im Jahr 2002 abgerissen. Am 2. Dezember 2005 wurde ein elektronisches Stellwerk in Betrieb genommen, das die beiden mechanischen Stellwerke W1 und B2 ersetzte. Die Stellwerksgebäude wurden daraufhin abgerissen.

## Anlagen
Der Bahnhof verfügt heute lediglich über zwei Gleise: das durchgehende Hauptgleis mit einem 170 m langen Bahnsteig sowie ein aus Richtung Chemnitz angebundenes Stumpfgleis mit einem 80 m langen Bahnsteig, der zugleich als Bussteig dient (Kombibahnsteig). Beide Bahnsteige besitzen eine Bahnsteighöhe von 55 cm und sind stufenfrei zugänglich.

## Verkehrsanbindung
Burgstädt ist ein Verkehrshalt der Regionalexpress-Linie 6, die stündlich zwischen Leipzig Hbf und Chemnitz Hbf verkehrt. Außerdem ist der Bahnhof in das Netz des Chemnitzer Modells mit der Linie C 13 eingebunden, die von Burgstädt nach Chemnitz Hbf, weiter als Straßenbahn durch die Chemnitzer Innenstadt und schließlich bis Aue (Sachs) verkehrt.